# Messerschmitt Bf 108
O Messerschmitt Bf 108 Taifun é um avião alemão monoplano monomotor de recreio, desenvolvido e fabricado na Alemanha pela Messerschmitt.
Foi utilizado pela Luftwaffe como aeronave de treino. Com quatro lugares, tem uma construção toda em metal e uma cabine de voo ampla para uma boa observação do exterior.